# Бальбіно Гарсія
Бальбіно Гарсія (ісп. Balbino García, нар. 9 серпня 1955, Кабаньяс-Рарас) — іспанський футболіст, що грав на позиції захисника, зокрема, за мадридський «Атлетіко».

## Ігрова кар'єра
У дорослому футболі дебютував 1978 року виступами за команду клубу «Саламанка», в якій провів два сезони, взявши участь у 65 матчах чемпіонату. 
Своєю грою за цю команду привернув увагу представників тренерського штабу клубу «Атлетіко», до складу якого приєднався 1980 року. Відіграв за мадридський клуб наступні шість сезонів своєї ігрової кар'єри. 1985 року допоміг команді здобути кубок Іспанії і Суперкубок країни. Наступного сезону команда успішно виступала у Кубку володарів кубків, сягнувши фіналу турніру, в якому з рахунком 0:3 поступилася київському «Динамо».
Згодом з 1987 по 1989 рік грав у складі команд клубів «Рекреатіво» та «Саламанка».
Завершив професійну ігрову кар'єру у клубі «Понферрадіна», за команду якого виступав протягом 1989—1990 років.

## Титули і досягнення
- Володар Кубка Іспанії (1):

«Атлетіко»: 1984-1985
- Володар Суперкубка Іспанії (1):

«Атлетіко»: 1985